# Hurricane (Alabama)
Hurricane es un área no incorporada en el condado de Baldwin, Alabama, Estados Unidos. Está ubicada sobre el río Tensaw, a unas 12 millas (19,3 km) al norte de Spanish Fort.

## Historia
Los nombres de las variantes fueron "Hurricane Bayou" y "Tensaw Station".
Durante la Guerra de Secesión, se llamó Tensaw Station, la última estación del Mobile and Great Northern Railroad, que fue un enlace crucial en la conexión de Montgomery, Alabama con Meridian, Misisipi. Debido a una brecha ferroviaria entre Montgomery y Selma, los soldados en tiempo de guerra y los suministros se enviaron en trenes desde Montgomery a la estación Tensaw a través de Pollard, luego se transfirieron a un barco de vapor que se dirigía a Mobile, para recargarlos en los trenes a Meridian.
Una oficina de correos llamada Hurricane Bayou se estableció en 1877, el nombre se cambió a Hurricane en 1895 y la oficina de correos cerró en 1962. La comunidad recibió su nombre por el hecho de que un huracán (hurricane) azotó el área.